# Munna neglecta
Munna neglecta is een pissebed uit de familie Munnidae. De wetenschappelijke naam van de soort is voor het eerst geldig gepubliceerd in 1931 door Monod.